# Not Alone
Not Alone is een nummer van de Amerikaanse alternatieve rockgroep Linkin Park. Het is geschreven door Chester Bennington en Mike Shinoda en geproduceerd door Shinoda voor het compilatiealbum Download to Donate for Haiti. Het album bevat bijdragen van verschillende artiesten, waarvan de donaties naar de slachtoffers van de aardbeving in Haïti van 12 januari 2010 gaan.

## Geschiedenis
De eerste tekenen van een nieuw nummer van de band ontstonden in de dagen voor de release van het album. Shinoda meldde op maandag 18 januari 2010 op zijn weblog dat er de volgende dag een grote aankondiging zou zijn, en bassist Dave Farrell twitterde de mogelijkheid voor een nieuw nummer van de band voor dinsdag. Het persbericht verscheen inderdaad op die dinsdag.
De demo voor Not Alone was al in 2007 geschreven, toen de band bezig was met het schrijven van Minutes to Midnight. Volgens producer Shinoda was het muziek al afgerond en waren er al concepten voor de tekst. De vocalen waren echter nooit opgenomen. Toen op 14 januari het idee voor het compilatiealbum kwam, besloot de band verder te gaan aan het nummer. De teksten werden verwijderd en een nieuwe werd geschreven. Shinoda zei dat als men een idee heeft en zelf emotioneel geladen is en dit in een tekst verwerkt, dit ten goede komt van de tekst. Gitarist Brad Delson noemde de uitgebrachte versie beter dan het origineel, vanwege de emotioneel geladen teksten. De teksten werden door Shinoda en Bennington per e-mail uitgewisseld. Hierna kwam de laatste per vliegtuig vanuit Arizona naar Los Angeles om de vocalen op te nemen, waaraan zij tot zondagnacht om 3 uur werkten.
Naast het werken aan Not Alone, produceerde Shinoda tegelijk de nummers Never Let Me Down van Kenna en Resurrection van Lupe Fiasco en Kenna, die in een tijdsbestek van enkele dagen werden opgenomen.

## Compositie
Het nummer is geschreven in een couplet-refrein-couplet-refrein-brug-refrein-structuur. Not Alone kan beschreven worden als een ballad en betreft een persoon die huis en haard verlaat. Het thema kan echter ook betrekking hebben op de slachtoffers van de aardbeving. Het nummer bevat geen gitaardistortion maar enkele guitarpicking. Vanaf het tweede couplet, begint een percussiebeat die gelijkenissen heeft met Fort Minors The Hard Way, eveneens geproduceerd door Shinoda. Na het derde refrein begint een breakdown met scratches van Joe Hahn.

## Medewerkers
Linkin Park
- Chester Bennington: leadvocalen, achtergrondvocalen
- Rob Bourdon: drum, percussie
- Brad Delson: leadgitaar
- Joseph Hahn: programmering, sampling, beats
- Phoenix: basgitaar
- Mike Shinoda: achtergrondvocalen, producer, keyboard, mixer

Overig
- Productie: Mike Shinoda
- Mixer: Mike Shinoda